# 6A busz (Nagykanizsa)
A nagykanizsai 6A jelzésű autóbusz a Városkapu körút és a Kiskanizsa, temető megállóhelyek között közlekedik. A járatot a Volánbusz üzemelteti.

## Közlekedése
Mindennap közlekedik, kb. 1-2 óránként.

## Útvonala
| Kiskanizsa, temető felé | Városkapu körút felé |
| --- | --- |
| Városkapu körút – Zemplén Győző utca – Kazanlak körút – Rózsa utca – Teleki utca – Eötvös tér – Fő út – Király utca – Vár utca – Bajcsy-Zsilinszky út – Bajcsai út – Kiskanizsa, temető | Kiskanizsa, temető – Bajcsai út – Bajcsy-Zsilinszky út – Vár utca – Király utca – Fő út – Eötvös tér – Teleki utca – Rózsa utca – Kazanlak körút – Zemplén Győző utca – Városkapu körút |

## Megállóhelyei
Az átszállási kapcsolatok között a 6-os, 6C és 6Y buszok nincsenek feltüntetve!
| 0  | Városkapu körút                        | 22 | 4, 6, 6C, 6Y, 14, 14C, 14Y, C3, C9, C33, C91         | |
| 2  | Rózsa utca                             | 20 | 4, 6, 6C, 6Y, 14, 14C, 14Y, C9, C33, C91             | Hevesi Óvoda |
| ∫  | Szolgáltatóház                         | 19 | 4, 6, 6C, 6Y, 14, 14C, 14Y, C9, C91                  | Hevesi Óvoda, Hevesi Sándor Általános Iskola                                                                                         |
| 5  | Attila utca - Rózsa utca               | 17 | 4, 14, 14C, 14Y                                      | Szivárvány EGYMI, Attila Óvoda, Rózsa Óvoda                                                                                          |
| 6  | Rózsa utca 1-2.                        | 16 | 4, 14, 14C, 14Y                                      | Kőrösi Csoma Sándor Általános Iskola                                                                                                 |
| 7  | Kórház, bejárati út (Teleki utca)      | 15 | 4, 10, 10Y, 14, 14C, 14Y, 20, 20Y, 21, 21E, 21Y, C33 | Kanizsai Dorottya Kórház, Vackor Óvoda, Dr. Mező Ferenc Gimnázium és Szakközépiskola                                                 |
| 9  | Eötvös tér                             | 13 | 4, 10, 10Y, C3                                       | Okmányiroda, Járási Hivatal, Hevesi Sándor Művelődési Központ, Nemzeti Adó- és Vámhivatal, Kálvin téri református templom            |
| 10 | Deák tér                               | 12 | 4, 10, 10Y, C3                                       | Jézus Szíve templom |
| 11 | Dél-Zalai Áruház                       | 11 | 4, 8, 8Y, 10, 10Y, 18, C3                            | Városháza, Helyközi autóbusz-állomás, Dél-Zalai Áruház, Rendőrkapitányság, Járásbíróság, Bolyai János Általános Iskola, Erzsébet tér |
| 13 | Király utca (Korábban: DÉDÁSZ)         | 9  | 4, 4A, 4Y, 16, 16A, 41E, C7                          | Pannon Egyetem - B épület |
| 14 | Gépgyár                                | 8  | 4, 4A, 4Y, 16, 16A, 41E, C7                          | |
| 16 | Kiskanizsa, Bajcsy-Zsilinszky utca 13. | 6  | 4Y, 16, 16A, 41E, C7                                 | |
| 17 | Kiskanizsa, gyógyszertár               | 5  | 4Y, 16, 16A, 41E                                     | |
| 19 | Kiskanizsa, Templom tér                | 3  | 4Y, 16, 16A, 41E                                     | Móricz Zsigmond Művelődési Ház, Sarlós Boldogasszony templom, Kiskanizsai Általános Iskola                                           |
| 20 | Kiskanizsa, Szent Flórián tér          | 2  | 4Y, 16, 16A, 41E                                     | |
| 21 | Kiskanizsa, Bajcsai út 31-46.          | 1  | 16, 16A                                              | |
| 22 | Kiskanizsa, temető                     | 0  | 16, 16A                                              | Kiskanizsai temető |